# Catena (Astrogeologie)

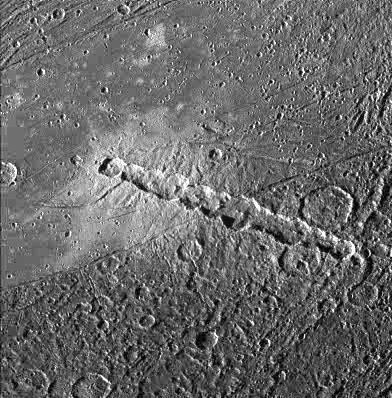
Enki Catena, eine Kraterkette auf dem Jupitermond Ganymed

Als Catena (lateinisch, Plural Catenae, übersetzt „Kette“) oder auch Kraterkette werden in der Astrogeologie lineare Oberflächenstrukturen auf planetaren Himmelskörpern bezeichnet, spezifisch solche, die aus einer Reihe kleinerer Einschlagkrater bestehen.
Beim Einschlag größerer Meteoriten entstehen häufig sogenannte Sekundärkrater, die durch beim Impakt herausgeschleudertes Material entstanden sind. Oft sind diese linear angeordnet und bilden so eine Kette.
Kraterketten können aber auch durch den Einschlag von Einzelteilen durch Gezeitenkräfte zerrissener größerer Körper entstehen.
Da die Ursachen der Entstehung linearer Strukturen aber nicht immer ganz klar ist und manchmal auch zur Zeit der Benennung die verfügbare Auflösung einer genaueren Identifizierung Grenzen setzte, können Catenae auch vulkanischen (zum Beispiel Überreste zusammengebrochener Lavaröhren) oder tektonischen Ursprungs sein.